# Клубничное лето
«Клубничное лето» (англ. Strawberry Summer) — музыкальная драма американского канала Hallmark, премьера которой состоялась 25 августа 2012 года. Главные роли сыграли Джули Монд, Тревор Донован, Шелли Лонг и Синди Уильямс.

## Сюжет
Мир учительницы музыки Бет Лэндон переворачивается, когда она приглашает известного музыканта Джейсона Кита выступить на «Клубничном фестивале» в её маленьком городке. Один поступок приводит к тому, что весь фестиваль оказывается на грани отмены, а мать Бет, Эйлин, уверена, что её родной город, чтящий традиции фестиваля, заслуживает лучшего отношения — по традиции именно Эйлин со своей лучшей подругой Рут выступают ведущими фестиваля. Бет, которой присвоили титул «Клубничной королевы», вынуждена бороться за своего любимого музыканта, но, столкнувшись с Джейсоном лицом к лицо, понимает, что это будет крайне непросто. Однако за поведением звезды скрывается секрет из прошлого, который может полностью разрушить карьеру Джейсона. Вместе с менеджером Джейсона, Реем, Бет убеждает музыканта, что выступление на фестивале — лучший способ реабилитироваться в глазах поклонников. По мере общения с Бет, Джейсон начинает смотреть на мир другими глазами, и два человека находят вдохновения на воплощение своих самых сокровенных мечтаний.

## В ролях
- Джули Монд — Бет Лэндон
- Тревор Донован — Джейсон Кит
- Шелли Лонг — Эйлин Лэндон
- Синди Уильямс — Рут Йейтс
- Дагни Керр — Трейси Лэндон
- Миган Фей — Мими Хэндерсон
- Джилон ВанОвер — Рей Харнс
- Беки О’Донахью — Роксанн Рассо
- Барри Ван Дайк — Джим Лэндон
- Мишелль ДэФрайтес — Кара Райт
- Декстер Дарден — Ноа
- Джонатан Чейз — Грегг Маркс
- Майкл Райф — Майк
- Джин Дэвис — Мэр

## Музыка
Нэйтан Фёрст и Тревор Донован написали музыку к песне на стихи Гэри Голдштайна.
Донован исполнил несколько песен в фильме, включая «Taming The Horse».

## Релиз

### Критика
Дэвид Хинкли из «New York Daily News» присвоил картине 3 звезды из 5, отметив, что «фильм не старается быть крутым или даже претендовать на звание произведения искусства, но это по-настоящему согревающая картина об искуплении, традиции и чистой любви»; «персонажи не перегружены реалистичностью, но обаяние актёров полностью искупает этот факт». Роджер Ньюком с ресурса «We Love Soaps» назвал фильм «идеальной летней историей любви».

### Выход на видео
7 мая 2013 года компания «Sonar Entertainment» выпустил фильм на DVD в США и Канаде.